# Halisiphonia nana
Halisiphonia nana is een hydroïdpoliep uit de familie Hebellidae. De poliep komt uit het geslacht Halisiphonia. Halisiphonia nana werd in 1921 voor het eerst wetenschappelijk beschreven door Stechow. 